# ملكة جمال أمريكا 2025
ملكة جمال أمريكا 2025 (بالإنجليزية: Miss Universe 2024)‏ هي حدث السابعة والتسعين في تاريخ مسابقة ملكة جمال أمريكا نمذ نشأتها عام 1921، أقيمت المسابقة في أورلاندو بولاية فلوريدا، إلى جانب مسابقة ملكة جمال أمريكا للمراهقات 2025 يومي 4-5 يناير 2025 على التوالي. في نهاية الحدث توجت آبي ستوكارد من ألاباما من قبل ملكة جمل السابقة ماديسون مارش من كولورادو. وتفوّقت الشابة التي تبلغ من العمر 22 عامًا على 51 مرشحة أخرى من كل ولاية أمريكية، بالإضافة إلى العاصمة واشنطن، ومقاطعة بورتوريكو، خلال المسابقة السنوية التي أُقيمت في أورلاندو بولاية فلوريدا، فيما اختيرت أنيت أدو-يوبو ملكة جمال تكساس في مركز الوصيفة، واحتلت متسابقات ولاية تينيسي، وفلوريدا، وأوهايو المراكز الوصافة الباقية ضمن الخمس الأوائل.
بناءً على نتائج الأحداث التمهيدية تم تقليص المنافسة إلى 11 متسابقة نهائية، اجتمعت المتسابقات النهائيات المتنافسات، وتنافسن في عدة فقرات عدة. وشمل الحدث منافسات في اللياقة البدنية، والذي حلت مكان فقرة ملابس السباحة في عام 2023، بالإضافة إلى فقرة المواهب، وملابس السهرة، والمقابلات والأجابة عن أسئلة حول مواضيع ثقافية عامة.

## النتائج

### المراكز النهائية
| المركز                | المتسابقة |
| --------------------- | --- |
| ملكة جمال أمريكا 2025 | - ألاباما – آبي ستوكارد |
| الوصيفة الأولى        | - تكساس – أنيت أدو-يوبو |
| الوصيفة الثانية       | - تينيسي – كارلي جايمس فوجل |
| الوصيفة الثالثة       | - فلوريدا – كاسانا فينك |
| الوصيفة الرابعة       | - أوهايو – ستيفاني فينوتي |
| أفضل 11               | - كولورادو – ألكسندرا لوتكو - جورجيا – لودفيج لويزير - مينيسوتا – إميلي شوماخر - أوكلاهوما – لورين فروست - كارولاينا الجنوبية – ديفيس واش - ويسكونسن – ماندي جو جينورد |